# 潘华珍
潘华珍（1925年—），女，江苏江宁人，中国生物化学与分子生物学家、医学教育家，曾任中国医学科学院基础医学研究所研究员。